# Salamandra-gigante-do-japão

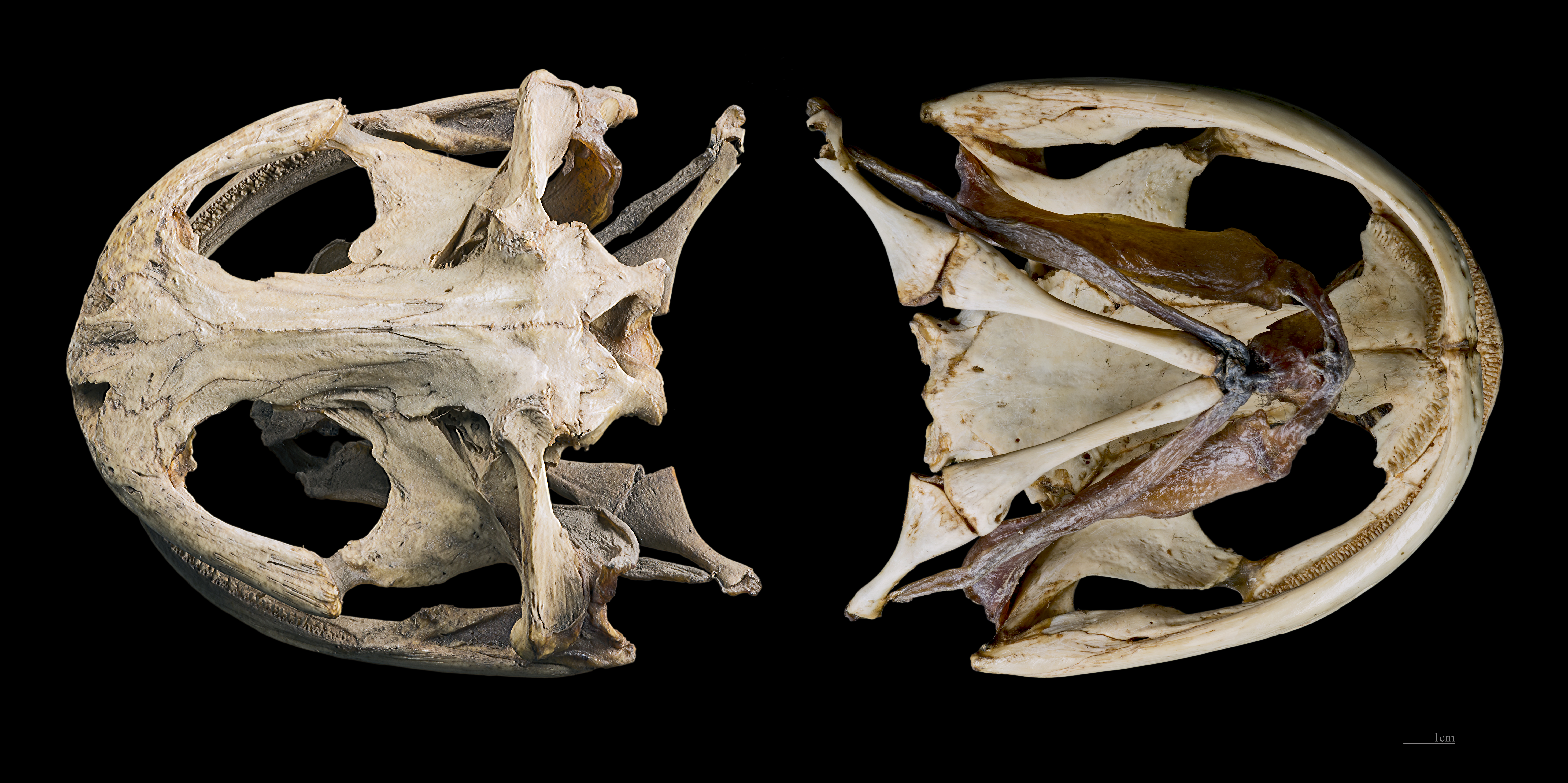
Andrias japonicus

A salamandra-gigante-do-japão (Andrias japonicus, ant. Megalobatrachus japonicus) é o segundo maior anfíbio da Terra (o maior é a salamandra-gigante-da-china), pertencente à ordem Caudata, que pode atingir até 1,44 m de comprimento. A espécie ocorre nas ilhas de Honshu (província de Gifu e Shikoku) e Kyushu (província de Oita).